# Women Everywhere
Women Everywhere is een Amerikaanse muziekfilm uit 1930 onder regie van Alexander Korda. Destijds werd de film in Nederland uitgebracht onder de titel De politiespion.

## Verhaal
De Amerikaanse zeekapitein Charles Jackson wordt gearresteerd door het Franse Vreemdelingenlegioen, omdat hij wapens levert aan rebellen die vechten tegen de koloniale heersers in Marokko. Hij wordt gered door de danseres Lili La Fleur en met haar hulp wordt hij een held in de ogen van de legioensoldaten.

## Rolverdeling
| Acteur           | Personage       |
| ---------------- | --------------- |
| J. Harold Murray | Charles Jackson |
| Fifi D'Orsay     | Lili La Fleur   |
| George Grossmith | Aristide Brown  |
| Clyde Cook       | Sam Jones       |
| Ralph Kellard    | Michael Kopulos |
| Rose Dione       | Zephyrine       |
| Walter McGrail   | Luitenant       |